# Florià
Marc Anni Florià (en llatí: Marcus Annius Florianus) era el germanastre de l'emperador Tàcit, i a la seva mort es va proclamar successor. Un altre general, Probe, també es va proclamar successor i, després d'un període (no concretat pels historiadors) de preparació per a un enfrontament entre els dos rivals, Probe, que era més experimentat, es va imposar.

## Orígens
A la Història Augusta es diu que l'emperador Marc Claudi Tàcit i Marc Anni Florià eren germans, però com es pot deduir dels cognoms tenien la mateixa mare i pares diferents: el primer era fill de Claudi i el segon d'Anni.
Va ser nomenat prefecte pretorià de l'exèrcit quan el seu germà estava en campanya contra els gots.

## Proclamació i rebel·lió de Probe
El juny del 276 l'emperador Tàcit, de 76 anys, que estava a Àsia Menor lluitant contra els hèruls, va decidir emprendre un viatge cap a les Gàl·lies per combatre els invasors francs i alamans. De camí, es va posar malalt a Tíana i va morir. Florià, aclamat per les tropes allà presents es va proclamar successor. Encara que va ser reconegut de facto (mai de iure) pel senat i tolerat per l'exèrcit occidental, les legions de Síria es van revoltar i van proclamar al seu propi general, Probe (Probus) com a, emperador. Florià comptava amb el suport de les tropes a Italia, la part de la Gàl·lia reconquerida (vegeu Imperi de les Gàl·lies), Hispània, Britànnia, la província d'Àfrica i Mauretània.
Els dos emperadors rivals es van trobar a Cilícia on van entrar en batalla. Florià posseïa un exèrcit més nombrós, però Probe era un general més experimentat i va evitar un enfrontament directe. Florià, amb les seves tropes reclutades a occident, que no estaven acostumats a les altes temperatures i al clima sec d'orient, mentre que Probe que era nadiu de Sírmium comandava un exèrcit local i això anava a favor seu.
La guerra civil va acabar sobtadament. Florià o bé va ser assassinat a Tars pels seus soldats o bé es va suïcidar, després de regnar uns tres mesos (de l'abril fins al setembre del 276).